# Constantine Phaulkon
Constantine Phaulkon (in greco Κωνσταντῖνος Γεράκης, Konstantinos Gerakis, in cui "γεράκι" è il greco per "falco", in italiano Costanzo Geraci o Costantino Gerachi, in thailandese con il suo titolo nobiliare เจ้าพระยาวิชาเยนทร์, chao phraya Wichayen e in portoghese Constantino Falcão) (Cefalonia, 1647 – Lopburi, 5 giugno 1688) è stato un avventuriero e politico greco; divenne il principale consigliere di re Narai del Regno di Ayutthaya, detto anche Siam, lo Stato da cui ebbe origine l'odierna Thailandia. È considerato una delle figure più coraggiose e importanti nella storia delle relazioni tra l'Europa e il Sud-est asiatico del XVII secolo.

## Biografia

### Origini greco-veneziane e trasferimento in Inghilterra
Nacque con il nome Konstantinos Gerakis da padre greco e madre veneziana nel castello di Assos della pertinenza di Erisos, situata nella parte settentrionale di Cefalonia, isola greca che a quel tempo era possedimento della Repubblica di Venezia. La famiglia Gerakis si era stabilita nel vicino villaggio di Plagia nel XVI secolo. Il padre era figlio del governatore dell'isola e gli antenati della madre avevano governato Cefalonia per conto dei veneziani. A 12 o 13 anni si imbarcò su una nave mercantile inglese e abbandonò definitivamente la sua terra. Trascorse il primo periodo a navigare nel Mediterraneo e in seguito si trasferì in Inghilterra, dove imparò la lingua locale e dove qualche tempo dopo fu arruolato nella flotta inglese che prese parte alla seconda guerra anglo-olandese.

### Viaggi in Oriente
Divenne quindi membro dell'equipaggio di una nave mercantile diretta in India il cui proprietario gli cambiò il nome in Falcon, traduzione inglese del suo cognome Gerakis (in italiano falco). Al ritorno in Inghilterra gli venne nostalgia dell'Oriente e nel 1669 si imbarcò di nuovo con il proposito di fare fortuna in Asia come commerciante. Giunse a Batam e imparò la lingua malese; nel corso dei suoi viaggi aveva imparato inoltre a parlare portoghese, francese, latino e siamese. A Batam divenne un prezioso interprete al servizio della Compagnia inglese delle Indie orientali tra il 1670 e il 1678.
La sua vita ebbe una svolta importante nel 1678, quando a Batam scongiurò un disastro portando fuori la polvere da sparo da un magazzino in fiamme. Il suo gesto eroico fu lautamente ricompensato, si licenziò dalla Compagnia e con i soldi ricevuti comprò una nave per rivenderla ad Aceh. Cambiò idea quando venne a sapere che a Singora, l'odierna Songkhla, città portuale siamese sulla costa orientale della Penisola malese, era in corso una rivolta contro il governo centrale. Decise di trarne profitto portando ai ribelli armi e rifornimenti ma durante il viaggio una tempesta distrusse la nave. Fu recuperato e consegnato alle autorità siamesi, che furono sorprese di sentirlo parlare la loro lingua; riuscì a tenere nascosto il motivo del suo viaggio e per allontanare i sospetti si offrì come interprete per il ministro degli Esteri nei suoi rapporti con gli inglesi.

### Ministro in Siam e alleato dei francesi

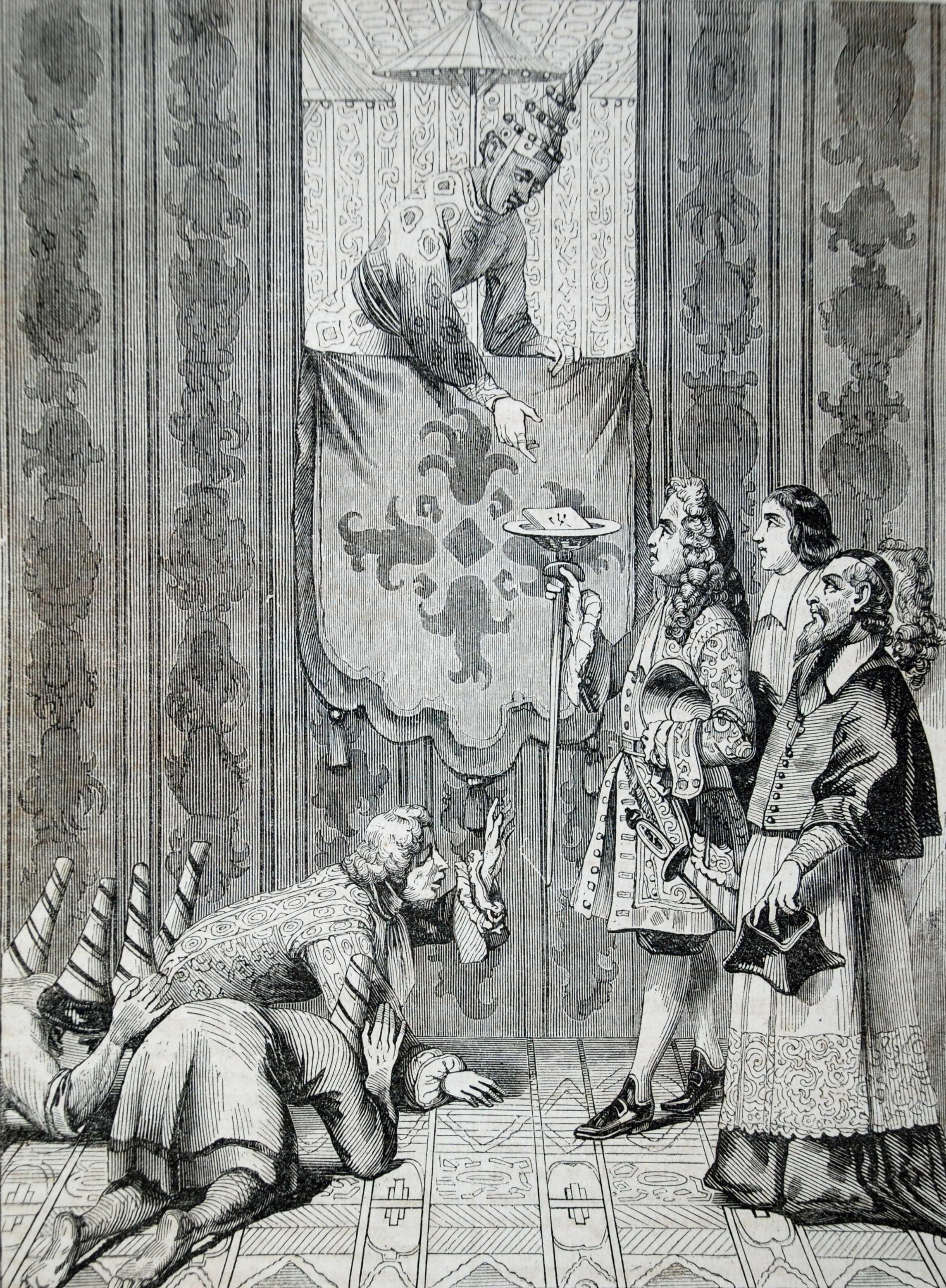
Ambasciata francese con re Narai; Phaulkon, inginocchiato, invita il cavalier de Chaumont a tenere più alta la missiva da consegnare al re. Disegno pubblicato in una rivista francese dell'Ottocento

Si stabilì quindi ad Ayutthaya, la capitale del Siam, dove prese servizio alla corte del locale re Narai di cui diventò amico; fece carriera e nel giro di poco tempo gli fu affidata la funzione di phraklang, una delle cariche più alte del regno corrispondente a quella di ministro delle Finanze e del Commercio estero. A partire dal 1685 Narai gli affidò l'incarico di guidare la politica estera del regno con l'altissima carica di mahatthai e il titolo di chao phraya; fu così che Phaulkon, in collaborazione con i missionari cattolici francesi, in particolare con il gesuita Guy Tachard, fece della Francia il principale interlocutore commerciale, politico e militare del Siam. Organizzò le prime missioni diplomatiche siamesi in Europa, alla corte del Re Sole Luigi XIV, e quelle francesi in Siam.
Nel dicembre 1685 fu siglato un trattato che accordò ai francesi diversi privilegi commerciali e che prevedeva il distaccamento di truppe francesi nella ricca Singora. In seguito Luigi XIV presentò nuove richieste e nel 1687 inviò un corpo di spedizione in Siam per assicurarsi che venissero accettate; guarnigioni francesi furono dislocate in porti strategici: quello fluviale di Bangkok, a quel tempo un piccolo villaggio, e quello marittimo di Mergui, sulla costa occidentale della Penisola malese. Narai si sentì inizialmente minacciato ma Phaulkon lo rassicurò disponendo che le truppe francesi fossero impiegate come mercenari al servizio del Siam. Il nuovo trattato fu quindi controfirmato da Narai, il quale si augurava che i francesi ostacolassero l'ormai ingombrante influenza degli olandesi nell'economia siamese.

### Rivoluzione siamese del 1688 e morte di Faulkon
La folta presenza di truppe e missionari francesi creò un crescente malumore tra gli aristocratici più conservatori e tra la comunità dei monaci buddhisti. La situazione si complicò per il comportamento arrogante e licenzioso tenuto dai soldati francesi e per il crescente volume d'affari di mercanti privati inglesi, i quali, incoraggiati da Phaulkon, stavano rovinando il mercato ad altre comunità presenti nel Siam. Phaulkon fu visto da molti come il principale responsabile della situazione creatasi, anche per il suo atteggiamento più orientato a favorire gli interessi degli europei che non a servire Narai con scrupolo. Si venne a formare a corte un movimento xenofobo guidato dal generale dell'esercito Phetracha e da suo figlio Luang Sorasak. I motivi principali di questo sentimento anti-straniero furono la paura che gli europei potessero influenzare negativamente la cultura nazionale e che un limitato gruppo di essi stesse arricchendosi sfruttando le risorse siamesi senza impegnarsi nel tempo a rimanere in Siam per reinvestire i guadagni.
Nel marzo 1688 Narai si ammalò gravemente mentre era nella sua residenza estiva di Louvo, l'odierna Lopburi. Petracha guidò quindi la cosiddetta rivoluzione del 1688 dopo essersi fatto nominare reggente, contro il parere dell'ormai inerme Narai, dagli ufficiali dell'esercito che lo appoggiavano. Phaulkon si trovò isolato senza la protezione del re, fu arrestato nella sua casa di Lopburi con l'accusa di tradimento e dopo un processo sommario fu giustiziato il 5 giugno 1688. In quel periodo furono assassinati o giustiziati con altre accuse anche gli eredi di Narai, il quale morì il successivo 11 luglio 1688.

### Avvenimenti successivi

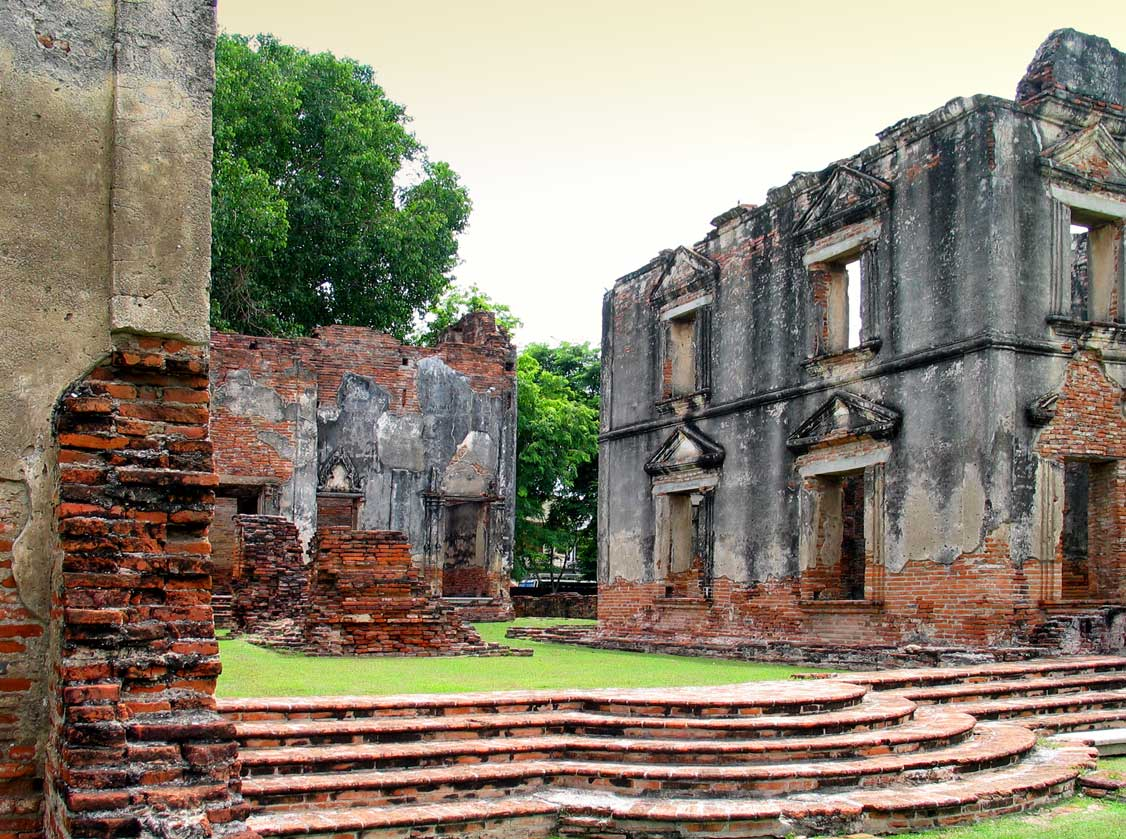
Rovine della residenza di Phaulkon a Lopburi

Phetracha usurpò quindi il trono e mise in atto una politica protezionistica per scoraggiare l'arrivo di nuovi europei e limitare l'influenza straniera in Siam. Il nuovo re diede ordine che la guarnigione francese a Bangkok fosse posta sotto assedio. La moglie cattolica nippo-portoghese di Phaulkon, Maria Guyomar de Pinha, fu illusa dai francesi di poter diventare una contessa in Francia e prese rifugio nella fortezza di Bangkok assediata, ma il 18 ottobre fu consegnata ai siamesi dal generale Desfarges che comandava la guarnigione. Fu quindi condannata a vivere in schiavitù permanente presso le cucine di Phetracha. È tuttora conosciuta in Thailandia per le ricette che introdusse a corte di nuovi dessert derivati dalla cucina portoghese, in particolari quelli a base di tuorlo d'uovo foi thong e sangkhaya. Defarges negoziò la resa con i siamesi e il 13 novembre le truppe francesi furono lasciate libere di lasciare il Paese.